# Edge (摔角手)

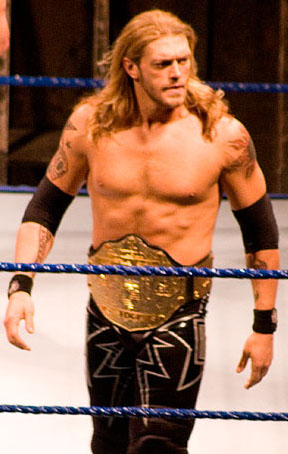
Edge與世界重量級冠軍腰帶

亞當·約瑟夫·科普蘭（英語：Adam Joseph Copeland，1973年10月30日—）是加拿大職業摔角選手和演員。他以「Edge」為主要使用的擂台名稱受聘於世界摔角娛樂（WWE），目前受聘於全精英摔角 (AEW)，並以Cope為擂台名。
他是世界摔角娛樂史上最有魅力的反派角色之一，以伺機暗算和偷襲其他選手聞名，因此有「最頂尖的機會主義者」之稱（The Ultimate Opportunist），同時他也是11次的世界冠軍（4次WWE冠軍、7次世界重量級冠軍）及12次的世界雙打冠軍，並獲得2010年皇家大戰的優勝，到了2011年因頸部受傷的緣故而於該年4月退休，同時也在2012年進入世界摔角娛樂名人堂。
在退休9年後，於2020年1月的皇家大戰正式回歸WWE。在這之後，Edge贏得2021年皇家大戰比賽，成為歷史上第八位贏得不止一次皇家大戰的選手，而且是第三個首位進場並贏得皇家大戰的選手，同時也是入選世界摔角娛樂名人堂之後贏得皇家大戰比賽的第一人。

## 成就
- 在2010年從肯恩手中奪走了世界重量級冠軍腰帶，成為他個人生涯的第10次世界重量級冠軍。
- 2011年由於劇情獲得了第11次的世界重量級冠軍，也是目前摔角生涯的最後一次。
- 過去曾與克里斯汀組成Team EC被譽為WWE十大優秀組合之一。
- 在2012年1月10日的Raw中，正式宣布Edge成為2012年第一位宣告進入世界摔角娛樂名人堂的選手。
- 在2021與基斯頓獲選WWE歷史上傑出摔角組合第四名。

## 終結技
- 長矛衝刺（Spear）

快速奔跑衝撞對手腹部。
- Edgecution

DDT的變種招式。
- Con-Chair-To

頭部下方墊上鐵椅再拿鐵椅重擊頭部。

## 外部連結
- Edge的Facebook專頁（英文）
- Edge在WWE官方網站的介紹（页面存档备份，存于）（英文）
- 亞當·科普蘭在互联网电影资料库（IMDb）上的資料（英文）